# Schlotheimia campylopus
Schlotheimia campylopus är en bladmossart som beskrevs av C. Müller in Brotherus 1891. Schlotheimia campylopus ingår i släktet Schlotheimia och familjen Orthotrichaceae. Inga underarter finns listade i Catalogue of Life.